# Alcippe
Alcippe es un género de aves paseriformes perteneciente a la familia Pellorneidae propio de la región indomalaya. Anteriormente este género incluía a la mayoría de las fulvetas, dentro de la familia Sylviidae o Timaliidae, pero el grupo fue dividido y reubicado cuando los estudios genéticos demostraron que procedían de distintas líneas evolutivas, trasladándose a muchos de sus antiguos miembros principalmente al género Fulvetta, e incorporando especies clasificadas hasta entonces en otros géneros, como Schoeniparus y Pseudominla. El emplazamiento y reparto de especies todavía está en discusión.

## Especies
El género se compone de las siguientes especies:
- Alcippe variegaticeps - fulveta frentigualda;
- Alcippe cinerea - fulveta goligualda;
- Alcippe castaneceps - fulveta alirrufa;
- Alcippe klossi - fulveta coroninegra;
- Alcippe rufogularis - fulveta gorjirrufa;
- Alcippe dubia - fulveta coronirrufa;
- Alcippe brunnea - fulveta de Gould;
- Alcippe brunneicauda - fulveta parda;
- Alcippe poioicephala - fulveta cariparda;
- Alcippe pyrrhoptera - fulveta de Java;
- Alcippe peracensis - fulveta montana;
- Alcippe grotei - fulveta cejinegra;
- Alcippe morrisonia - fulveta carigrís;
- Alcippe davidi - fulveta de David;
- Alcippe fratercula - fulveta de Rippon;
- Alcippe hueti - fulveta de Huet;
- Alcippe nipalensis - fulveta nepalesa.